# Polestar 2
La Polestar 2 è un’autovettura elettrica prodotta dalla casa automobilistica svedese Polestar (di proprietà della Geely) a partire dal marzo 2020 a Liqiao, negli stabilimenti della Geely.

## Descrizione

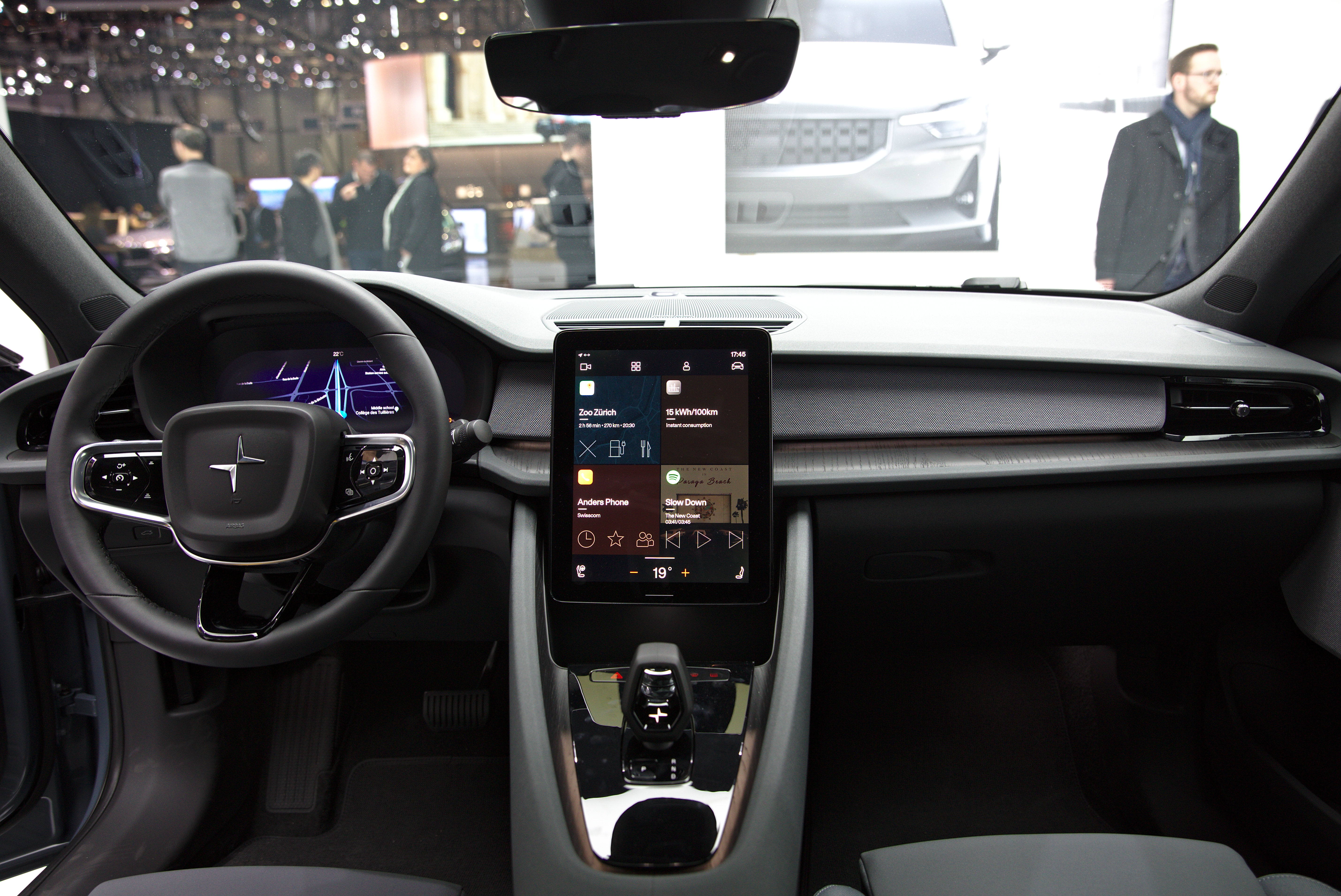
Vista degli interni

La Polestar 2 è stata presentata in anteprima il 27 febbraio 2019 durante un evento in live streaming su internet, per poi debuttare in pubblico al salone di Ginevra 2019. È la seconda vettura prodotta con il marchio svedese, dopo la coupé Polestar 1. La Polestar 2 è una berlina a due volumi e mezzo, con carrozzeria a 5 porte fastback. La vettura, che viene realizzata dalla Geely a Luqiao in Cina, è costruita sulla piattaforma CMA, la stessa della Volvo XC40, Lynk & Co 01 e Lynk & Co 02.
Rispetto a quest'ultime però, la Polestar 2 è alimentata solo da motori elettrici. Questi possono essere uno o due, uno per ogni asse costituendo un sistema di trazione integrale, ed erogano complessivamente una potenza fino a 476 CV e 740 N⋅m di coppia. È disponibile anche una versione monomotore, con trazione anteriore per i modelli 2020-2023 e sul solo assale posteriore a partire dalla profonda revisione tecnica del 2024. Ad alimentare l'unità elettrica c'è una batteria agli ioni di litio posta sotto il pianale dalla capacità di 78 kWh netti per la versione Long Range. L'autonomia dichiarata nel ciclo WLTP è di circa 659 km per la versione long range monomotore. È dotata di ricarica in AC fino a 11 kW e in DC, utilizzando il connettore CCS, fino a 205 kW.
La vettura accelera da 0-100 km/h in 4,2 secondi per la versione bimotore performance. A causa all'assenza di un motore termico avantreno e al posizionamento delle batterie, dispone di due vani di carico, uno sotto il cofano anteriore da 35 litri e uno al posteriore da 405 litri, per un totale 440 litri. Inoltre è la prima vettura di serie a montare il sistema multimediale Android Automotive, una versione del sistema operativo Android specificatamente realizzata per gli autoveicoli.

## Riconoscimenti
- Volante d'Oro 2020[9]